# Black Label Society
Black Label Society is een Amerikaanse heavymetalband uit Los Angeles, Californië. De band is gevormd door Zakk Wylde en heeft tot nu toe elf studioalbums uitgebracht.

## Geschiedenis
In het begin van de jaren 90 had Wylde zijn eigen soloband Pride and Glory. Ze speelden bluesrock met heavy metal. De band ging uit elkaar in december 1994.
Zakk Wylde nam hierna een eigen soloalbum op, Book of Shadows. In mei 1998, na een klein commercieel succes dit album, begonnen Wylde en drummer Phil Ondich met het opnemen van wat later het debuutalbum van Black Label Society zou worden, Sonic Brew. Er werd besloten dat het album geen soloproject van Wylde zou worden, maar een langdurige samenwerking in de vorm van een band.

## Bezetting

### Huidige bandleden
- Zakk Wylde - zang, lead- en slaggitaar, piano (1998–heden)
- Dario Lorina - gitaar (2014-heden)
- John DeServio - basgitaar (1999, 2005–heden)
- Jeff Fabb - drums (2012-2013, 2014-heden)

### Voormalige Bandleden
- Phil (Philth) Ondich – drums (1998–2000)
- Nick (Evil Twin) Catanese – rhythm guitar (1999–2013)
- Steve (SOB) Gibb – bass (2000–2001)
- Craig (Louisiana Lightning) Nunenmacher – drums (2000–2010)
- Mike Inez – bass (2001, 2003)
- Robert Trujillo – bass (2002–2003)
- James LoMenzo – bass (2004–2005)
- Will Hunt – drums (2010–2011)
- Mike Froedge – drums (2011)
- Johnny Kelly – drums (2011)
- Chad Szeliga – drums (2011–2012, 2013–2014)

### Tijdelijke bandleden
- Christian Werr - drums in meerdere nummers van 1919 Eternal
- Frey Theiler - basgitaar op meerdere Ozzfest 2001-optredens, als vervanger van Mike Inez
- Ozzy Osbourne - zang in "Stillborn".
- Mike Piazza - zang op Stronger Than Death

## Discografie

### Studioalbums
- Sonic Brew (1999)
- Stronger Than Death (2000)
- 1919 Eternal (2002)
- The Blessed Hellride (2003)
- Hangover Music Vol. VI (2004)
- Mafia (2005)
- Shot to Hell (2006)
- Order of the Black (2010)
- Catacombs of the Black Vatican (2014)
- Grimmest Hits (2018)
- Doom Crew Inc. (2021)

### Livealbums
- Alcohol Fueled Brewtality (live, 2001)
- Unblackened (live, 2013)

### compilaties
- Kings of Damnation 98-04 (compilatie, 2005)
- Skullage (compilatie, 2009)
- Black Label Berzerkus 2010 (toursampler) (2010)
- The Song Remains Not the Same (2011)

### Overige
- No More Tears (ep, 1999)

## Hitnotering
| Album met eventuele hitnotering(en) in de Nederlandse Album Top 100 | Datum van verschijnen | Datum van binnenkomst | Hoogste positie | Aantal weken | Opmerkingen |
| ------------------------------------------------------------------- | --------------------- | --------------------- | --------------- | ------------ | ----------- |
| Order of the black                                                  | 2010                  | 28-08-2010            | 82              | 1            |             |